# Anglès antàrtic
L'anglès antàrtic és una varietat de la llengua anglesa parlada per la població que resideix al continent de l'Antàrtida i a les illes subantàrtiques. Parlat principalment per científics i treballadors de la indústria turística antàrtica, disposa d'un vocabulari i un accent únics. Durant els segles XIX i XX, va rebre una forta influència dels exploradors sud-americans (de parla hispana) i els nord-europeus.

## Història
El 1989, l'escriptora australiana Bernadette Hince va viatjar a l'Antàrtida amb l'objectiu d'estudiar el vocabulari dels científics que hi treballaven. Va constatar que hi havia un conjunt de paraules úniques de l'anglès que s'hi parlava, que s'havien originat al continent i no es feien servir enlloc més. Així doncs, el 2000 va publicar l'Antarctic Dictionary, un diccionari que documenta els mots diferencials del dialecte.
L'accent antàrtic va ser estudiat per primera vegada el 2019 per un estudi del Journal of the Acoustical Society of America, en què els investigadors van observar canvis en la fonètica dels científics al llarg d'una estada d'un hivern a l'Antàrtida. Van observar canvis en la pronunciació de les vocals, com ara la realització més frontal de les vocals de paraules com «food» (lit. ‘menjar’) i «window» (lit. ‘finestra’) respecte d'altres varietats de l'anglès.

## Vocabulari
L'anglès antàrtic presenta diversos mots propis que el diferencien de les altres varietats d'anglès.
| Anglès antàrtic           | Anglès britànic           | Català           | Refs. |
| ------------------------- | ------------------------- | ---------------- | ----- |
| The Ice (lit. ‘el gel’)   | Antarctica                | Antàrtida        | [ 2 ] |
| Homer                     | Homebrew beer             | Cervesa casolana | [ 2 ] |
| Big Eye (lit. ‘ull gros’) | Insomnia                  | Insomni          | [ 2 ] |
| Fod plod                  | Picking up rubbish        | Recollir brossa  | [ 7 ] |
| Dingle day                | Clear day with blue skies | Dia clar         | [ 7 ] |

L'anglès antàrtic també compta amb més de 200 mots per a distintes classes de gel, com «tabulars» (grans icebergs meridionals de punta plana que es desprenen de la capa de gel antàrtica i solen ocupar més de 16 km) i «growlers» (icebergs en descomposició sota l'aigua, que tenen la mida d'una casa). A banda, hi ha terminologia específica de la indústria turística, dins de la qual s'emmarquen expressions com «Kodak poisoning» (lit. ‘enverinament per Kodak’, el fet que molts turistes fotografiïn el mateix lloc) i «Dead-Penguin Tours» (lit. ‘tour dels pingüins morts’, un tipus de visita turística del final de l'estiu, quan els pingüins han abandonat en destinacions turístiques les criatures febles perquè morin, cosa que sol emocionar els turistes).

### Influències d'altres llengües
L'anglès antàrtic ha rebut influències tant del castellà com de diverses llengües del nord d'Europa. A les Illes Malvines, ha estat especialment influït pels sud-americans de parla hispana. Per exemple, allà el mot «camp», procedent del castellà «campo», fa referència a l'àrea rural fora de la ciutat. Durant els segles XVIII i XIX, els industrials del nord d'Europa interessats en la caça de balenes i el comerç de pells van introduir en l'anglès antàrtic diversos tecnicismes, com «grax», originari del noruec, que dona nom als sòlids sobrants del procés de caça de balenes. Altres paraules d'aquestes característiques, introduïdes en la parla antàrtica durant els segles XIX i XX, són «nunatak», «mukluk», «pemmican» i «Nansen sled», que al seu torn havien estat adoptades de diverses llengües indígenes d'Amèrica. Alguns termes propis de l'anglès antàrtic pertanyen temàticament a l'àmbit militar.

## Influència
L'anglès antàrtic també ha influït en altres dialectes de l'anglès i, de fet, alguns termes de la varietat àrtica es van encunyar a l'Antàrtida, sobretot aquells relacionats amb el gel.